# Volksbank Allgäu-West
Die Volksbank Allgäu-West eG gehörte als Genossenschaftsbank zur Finanzgruppe der Volksbanken und Raiffeisenbanken. 2017 fusionierte die Bank auf die Leutkircher Bank – Raiffeisen- und Volksbank – eG, die seitdem Volksbank Allgäu-Oberschwaben heißt.

## Geschichte
Am 1. Juli 1862 gründeten 20 Bürger die Spar- und Vorschussbank Isny, Grundstein für die spätere Isnyer Volksbank eG. Die heutige Volksbank Allgäu-West eG entstand durch den Zusammenschluss mit der Volksbank Wangen eG im Jahr 2002. Das Geschäftsgebiet umfasste Argenbühl, Isny im Allgäu, Kißlegg, Lindau (Bodensee), Neuravensburg, Vogt und Wangen im Allgäu. Die Bank war der Sicherungseinrichtung des Bundesverband der Deutschen Volksbanken und Raiffeisenbanken e. V. (BVR) angeschlossen.

## Vorgängerinstitute
Isnyer Volksbank eG:
- 1971 Fusion mit der Raiffeisenkasse Großholzleute eGmbH
- 1971 Fusion mit der Raiffeisenkasse Ebratshofen eGmbH
- 1997 Fusion mit der Volksbank Kißlegg eG
- 2000 Fusion mit der Raiffeisenbank Vogt eG
- 2001 Fusion mit der Raiffeisenbank Argenbühl eG

Volksbank Wangen eG:
- 1962 Eintragung der Zweigniederlassung Volksbank Lindau
- 1971 Fusion mit der Raiffeisenkasse Maria-Thann eGmbH
- 1975 Fusion mit der Landwirtschaftliche Ein- und Verkaufsgenossenschaft Deuchelried
- 1977 Fusion mit der Raiffeisenbank Niederwangen eG
- 1990 Fusion mit der Raiffeisenbank Neuravensburg-Achberg eG